# Syrisch-Protestantse Kerk
De Syrisch-Protestantse Kerk (Aramees: ܥܕܬܐ ܣܘܪܝܝܬܐ ܦܪܘܬܣܬܢܛܝܬܐ) is een kleine christelijke gemeenschap die in de 19e eeuw ontstond in de Aramese regio Tur Abdin, in het zuidoosten van het huidige Turkije. De kerk kwam voort uit het zendingswerk van Amerikaanse en Britse missionarissen onder de lokale Syrisch-Orthodoxe en Syrisch-Katholieke bevolking.

## Ontstaan
Vanaf het begin van de 19e eeuw begonnen protestantse zendelingen, met name van het American Board of Commissioners for Foreign Missions (ABCFM), zich te richten op de christelijke minderheden in het Ottomaanse Rijk. Hun doel was de oosterse christelijke gemeenschappen te "hervormen" en hen dichter bij het protestantisme te brengen. Dit deden zij door het aanbieden van bijbelvertalingen, onderwijs en medische zorg.
De missionarissen richtten scholen en drukkerijen op en vertaalden de Bijbel in het Aramees en Turks. Ondanks tegenstand van de traditionele Syrisch-Orthodoxe- en Syrisch Katholieke kerkleiders, sloten sommige lokale christenen zich aan bij de protestantse beweging. Dit leidde uiteindelijk tot de vorming van een aparte Syrisch-Protestantse gemeenschap.

### Zendingswerk en stichting van het station Mardin
De Amerikaanse zendeling William Frederick Williams verhuisde in 1858 van Mosoel naar Mardin, een stad in het zuidoosten van het huidige Turkije. Op dat moment was Mardin al een aandachtspunt voor het zendingswerk van het American Board. Binnen enkele jaren werd Mardin officieel erkend als zendingsstation.
Vanaf 1860 werden er vanuit Mardin zogenaamde out-stations opgericht in omliggende steden en dorpen, waar protestantse kerken werden gebouwd. Deze kerken richtten zich op de bekering en ondersteuning van lokale christelijke bevolkingsgroepen, waaronder Arameeërs en Armeniërs.
Vanaf het midden van de 19e eeuw groeide het netwerk van zendingsposten sterk, vooral na de komst van zendeling Alpheus Newell Andrus
 Binnen een tijdsbestek van 50 jaar werden tientallen out-stations gesticht, die vaak uitgroeiden tot lokale gemeentes met hun eigen protestantse kerk en soms school- of ziekenhuismissie.

## Kenmerken van de Syrisch-Protestantse Kerk
De Syrisch-Protestantse Kerk onderscheidde zich van de traditionele Syrische kerken door de volgende kenmerken:
- Sterke nadruk op de Bijbel als enige gezag, met afwijzing van iconenverering en heiligenverering.[1]
- Een vereenvoudigde eredienst, waarbij de nadruk lag op sola scriptura en prediking.
- Oprichting van scholen en missies ter bevordering van onderwijs en sociale ontwikkeling.[2]

## Huidige Situatie
Door sociale druk, emigratie en vervolging is de Syrisch-Protestantse gemeenschap in Tur Abdin sterk gekrompen. Veel leden emigreerden in de 20e eeuw naar Europa en de Verenigde Staten, met name na Aramese genocide en latere conflicten in het gebied. Vandaag de dag bestaan er nog kleine Syrisch-Protestantse gemeenschappen in de Aramese diaspora, maar in Tur Abdin zelf zijn er nauwelijks nog aanhangers van deze stroming.

## Oprichtingsdata van zendingsposten
Hieronder een chronologisch overzicht van de uitbreiding van het Mardin-station:
- 1850 – Diyarbekir
- 1860 – Mardin, Siirt, Kutturbul, Hazro
- 1861 – Qeleth , Qarabash
- 1862 – Hasankeyf
- 1863 – Derike, Satıköy, Lice
- 1864 – Kabeköy
- 1865 – Görli
- 1867 – Kalaat, Mosoel, Redvan
- 1868 – Tel Keppe
- 1869 – Midyat
- 1870 – Bnebil, Tel Jihan
- 1871 – Kabe
- 1872 – Manensyek
- 1875 – Çaruk
- 1878 – Aman, Bote (Bardakci), Refuri
- 1879 – Kafene, Kerboran, Binkelbe, Habrunaz, Bagdad
- 1880 – Erdi, Elkaş
- 1885 – Azakh
- 1894 – Nusaybin
- 1902 – Yenişehir
- 1907 – Aillaze, Sadeya